# Генерал-майор (Великобритания)
Генерал-майор (англ. Major-general) — воинское звание генералитета в Британской Армии и Королевской морской пехоте. Соответствует званию «Вице-маршал авиации» в Королевских ВВС и званию «Контр-адмирал» в Королевском ВМФ. Является «двухзвездным» званием (по применяемой в НАТО кодировке — OF-7). 

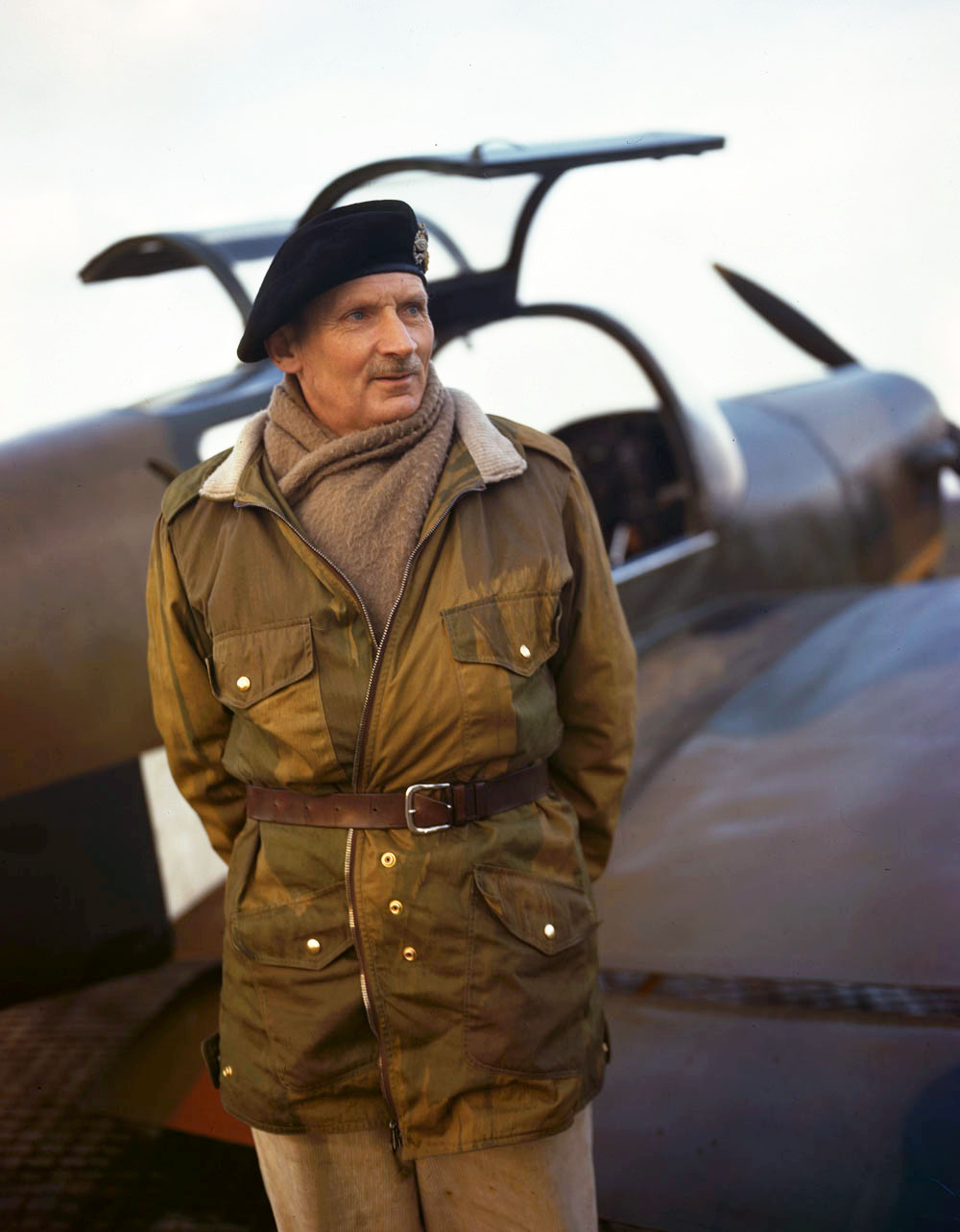
Бернард Монтгомери - один из носителей данного звания (14 октября 1938)

Следует за званием «Бригадир» и предшествует званию «Генерал-лейтенант».

## Британская Армия
В Британской Армии генерал-майор обычно является командиром дивизии. Однако генерал-майоры могут занимать и другие должности. Например, комендант Королевской военной академии в Сандхёрсте является генерал-майором. Примерно до 1980-х годов руководители каждого рода войск, таких как Королевский бронетанковый корпус, Королевская артиллерия, пехота и т.д., были генерал-майорами. На другие военные должности также назначают генерал-майора. Кроме того, в военное время старшему офицеру Департамента Капелланов Королевской армии, генерал-капеллану и аналогичным назначениям предоставлялась эквивалентность званию генерал-майора.

## Королевская морская пехота
Генерал-командующий Королевской морской пехоты имеет звание генерал-майора с 1996 года, когда эта должность была понижена с генерал-лейтенанта. Как и в Британской Армии, генерал-майор Королевской морской пехоты по рангу ниже генерал-лейтенанта и выше бригадира.

## Королевские ВВС
В Королевских военно-воздушных силах с момента их основания 1 апреля 1918 года по 31 июля 1919 года существовало звание генерал-майора. Но 1 августа 1919 года звание генерал-майора заменили званием вице-маршала авиации. Звание Генерал-майора Королевских ВВС имели: Сэр Эрнест Суинтон, сэр Хью Тренчард.